# NGC 761
NGC 761 je spirální galaxie s příčkou v souhvězdí Trojúhelníku. Její zdánlivá jasnost je 13,6m a úhlová velikost 1,4′ × 0,5′. Je vzdálená 230 milionů světelných let, průměr má 95 000 světelných let.Galaxie je členem skupiny galaxií galaxie NGC 777. Galaxii objevil 11. října 1850 Bindon Blood Stoney.